# 国民の休日
国民の休日（こくみんのきゅうじつ）は、日本において、国民の祝日に関する法律（祝日法）第3条第3項で定められた休日の通称である。
憲法記念日など固有の名称を持つ休日が祝日法の第2条で「国民の祝日」（祝日）という総称のもと羅列的に規定されているのに対し、この「国民の休日」は第3条第2項による「振替休日」と同様に「国民の祝日」と区別して規定されている。なお祝日法においてはこの「国民の休日」と「振替休日」はいずれも固有の名称を持たない単なる休日だが、本記事中では便宜上区別して表記する。
なお、他の法令等の条文中において「国民の祝日に関する法律に規定する休日」と言うときの「休日」とは、祝日法における「休日」を言い、「国民の休日」及び「振替休日」並びに「国民の祝日」の3つの休日すべてを含むものである。

## 概要
前後が祝日である平日は、国民の休日となり、休日となる。
元々、5月上旬における飛石連休の解消・改善を望む当時の世論に応える形で1985年12月27日に祝日法が改正され、導入されたものであるが、5月4日に限らず、祝日と祝日に挟まれた平日を全て休日にする制度であることから、後の祝日移動に伴い、5月以外の月にも国民の休日が現れることとなった。二つの祝日に挟まれた平日が休日化することから、俗にオセロ休日とも呼ばれる。

### 5月4日における「国民の休日」
従来、5月4日は平日であった。しかし、前日の5月3日が『憲法記念日』、翌日の5月5日が『こどもの日』で祝日に挟まれることから、改正によって1986年以降、5月3日の「憲法記念日」と5月5日の「こどもの日」に挟まれる5月4日は、日曜日や月曜日にあたり憲法記念日の振替休日とならなくても飛び石とならずに毎年休日扱いとなった。1986年の5月4日は日曜日、1987年は憲法記念日の振替休日だったため第1回の「国民の休日」は1988年となった。しかし、これはいわゆる「暫定休日」であり、あくまでも正式な祝日ではないため、5月4日が日・月曜日と重なる場合でも、2006年までは5月6日は振替休日とはならなかった。
2007年に祝日法の一部改正が施行され同年以降の4月29日を昭和の日に、5月4日をみどりの日にそれぞれ改められた。なお、この2007年の改正には振替休日と国民の休日の規定についての所要の修正も含まれている。祝日が「A、B、C」と3日連続で並ぶ場合については、Bを国民の休日の規定適用外とした。このため国民の休日が誕生する経緯となった5月4日は正式な祝日への昇格に伴い、国民の休日としては事実上2006年が最後となった。一方、振替休日はハッピーマンデー制度と同様の「月曜日固定」から「祝日の翌日以降の平日」となり可変式になった。また「Bが振替休日となる」ことも「祝日でないBが日曜日となる」こともなくなったため、これらを適用外とする文言が削られた。いずれも、休日の重複適用を避けるための措置である。従って、5月3・4・5日のいずれかが日曜日と重なった場合は、曜日に関わらず6日が振替休日となることになった。

### 9月における「国民の休日」
2003年以降、祝日法改正により敬老の日が9月15日から9月第3月曜日になった（ハッピーマンデー制度）。
これにより、2009年の敬老の日は9月21日（月）である。そして同年の秋分が天文計算上9月23日（水）となり、同日が秋分の日となる。そのため、両日に挟まれた9月22日（火）が5月4日以外では初めて「国民の休日」となった。上記にある通り元々は5月の飛び石連休対策に作られた休日であったが、ハッピーマンデー制度とあいまって国民の休日による影響として注目された。この秋の大型連休はシルバーウィークとも言う。2015年にも発生していた。
2009年の敬老の日が9月21日、秋分の日が9月23日で9月22日が休日になる旨は国立天文台が前年2月1日付官報本紙第4759号第25頁において『平成21年（2009）暦要項』として正式に発表した。

## 過去に存在した日付及び今後の見込み
日本で過去に存在した国民の休日、国民の休日になる見込みの日。なお、秋分の日の正式な日付はその前年の2月に官報に掲載される暦要項により決定されるものであり、以下の一覧にあるそれ以降の年については、天体力学に基づく計算による見込みである。太字は今後の予定。
- 5月4日
  - 火曜日 - 1993年・1999年・2004年
  - 水曜日 - 1988年・1994年・2005年
  - 木曜日 - 1989年・1995年・2000年・2006年
  - 金曜日 - 1990年・2001年
  - 土曜日 - 1991年・1996年・2002年
- 9月21日
  - 火曜日 -2032年・2049年・2060年・2077年・2088年・2094年
- 9月22日　
  - 火曜日 - 2009年・2015年・2026年・2037年・2043年・2054年・2071年・2099年

「天皇の即位の日及び即位礼正殿の儀の行われる日を休日とする法律」による特例
- 4月30日（火曜日）・ 5月2日（木曜日） - 2019年

## その他

### メーデーの祝日化による「国民の休日」
5月1日がメーデーとして祝日化されれば4月29日（昭和の日）と挟まれた4月30日および5月3日（憲法記念日）に挟まれた5月2日が「国民の休日」となり、4月29日から5月5日まで7連休とゴールデンウィークが大型化する。1992年頃には国会でも取り上げられたことがある。しかし、「勤労感謝の日と趣旨が重複するメーデーを祝日化する必要がない」「7連休によって金融市場が長期間開かれないことは問題」などの意見もあり、実現には至っていない。
なお、2019年については5月1日に皇太子徳仁親王が天皇に即位したことから、同日を祝日とする法律が施行されており、土曜日も含めた場合4月27日から5月6日まで10連休となった。

## 参考資料・脚注
1. ↑  第3条第3項「その前日及び翌日が「国民の祝日」である日（「国民の祝日」でない日に限る。）は、休日とする。」
2. ↑  “暦要項”.   国立天文台暦計算室. 2020年9月28日閲覧。
3. ↑  1992年4月8日参議院予算委員会、1993年6月11日参議院内閣委員会議事録を参照。
4. ↑  2019年に10連休、国会で成立　新天皇即位の日を1年限りの祝日に - ねとらぼ、2018年12月9日、2018年12月14日閲覧。